# 狄奥多西斯 (莫里斯之子)
狄奥多西斯（希臘語：Θεοδόσιος; 8月4日，583/585 年–602年11月27日之后）是東羅馬帝國皇帝莫里斯的长子（582年–602年），自590年直到被革职处决期间担任共治皇帝。与其岳父日耳曼努斯一样，他被提议作为莫里斯的继任者，但军队最终推举福卡斯。莫里斯派他执行任务，以确保获得萨珊波斯的援助，却被福卡斯的支持者被捕获并处决。然而有谣言称，他并未被处死，而是自此流浪，一名声称是狄奥多西斯亚的人受到波斯人的欢迎并将之作为对拜占庭发动战争的借口。

## 简介
狄奥多西斯是莫里斯和他的妻子，奥古斯塔·康斯坦丁娜的第一个孩子。他出生于583年8月4日或585年。 作为自401年狄奥多西斯二世以来第一位“于紫帐中诞生”的皇子，狄奥多西斯因此沿袭了其前任的命名。教宗额我略一世此时作为教皇使者来到到君士坦丁堡并担任他的教父。学者埃瓦吉利乌斯·斯古拉斯提卡斯因创作作品庆祝狄奥多西斯诞生而受到莫里斯嘉奖担任执政官。
出生数年后，可能是在587年，狄奥多西斯被晋升为凯撒，从而成为他的父亲的继承人。590年3月26日，他被公开宣布为共治皇帝

在601年6月或602年2月上旬，莫里斯将元老院贵族日耳曼努斯的女儿嫁给狄奥多西斯。[a] 据莫里斯统治时期的主要编年史学家狄奥菲拉科特·西莫卡塔记载， 602年2月2日，日耳曼努斯在君士坦丁堡的食品骚乱中救出了狄奥多西斯。
同年晚些时候，当多瑙河军队于秋季发动叛变时，狄奥多西斯正与及其岳父在君士坦丁堡郊区狩猎。在那里，他们收到了叛乱部队来信。信中要求莫里斯退位，以平息叛军的不满，并答应推举两人中的一位为皇帝。 们向莫里斯提交了该信，并拒绝了军队的要求。然而皇帝开始怀疑日耳曼努斯与叛军勾结。 狄奥多西斯迅速告知了他的岳父，并建议他隐匿。11月21日日耳曼努斯先逃到一个地方教堂，然后到圣索非亚大教堂寻求拜占庭皇帝大使的庇护。
翌日，在福卡斯率领的叛军进逼之下，莫里斯与其家人及亲信逃离首都，并船渡到查尔斯顿。在那里，狄奥多西斯与东方大区行政长官康斯坦丁·拉尔迪斯一同被派去寻求萨珊波斯统治者库斯老二世的援助。莫里斯很快便将其召回他，狄奥多西斯在返回时落入福卡斯的手中，在查尔斯顿被处死。他的父亲和弟弟早在11月27日即被处决了。

### 关于幸存的谣言和伪狄奥多西斯
随后，关于狄奥多西斯幸存的谣言广泛传播。据称，日耳曼努斯在行刑前贿赂了刽子手——
一位名为亚历山大的福卡斯支持者——以饶他一命。在这一描述中，狄奥多西斯逃跑，最终到达拉齐卡，并长眠于此。 狄奥菲拉科特·西莫卡塔声称他彻查了这些谣言，并证实皆非属实。

然而，在美索不达米亚省起兵反抗福卡斯的将军纳尔萨斯利用了这些传闻：他伪造了一名“狄奥多西斯”，并以其名义进行抵抗运动。冒犯者随后被纳尔萨斯呈送给库斯老二世。这位波斯统治者反过来利用他作为自己入侵拜占庭的借口，声称这是为了报复对莫里斯及其家人的谋杀，并帮助“正当的”继承人“狄奥多西斯”夺回皇位。

### 货币
莫里斯统治时期的大部分常规货币上均未出现狄奥多西斯，仅有两个例外：克森尼索铸币厂印有狄奥多西斯与其父母的铜币，以及迦太基铸币厂特别发行（显然591/592年为庆祝他成为共治皇帝）的银斯利夸。

### 引用
1. 1 2  Kazhdan 1991，第2050頁.
2. ↑  Martindale, Jones & Morris 1992，第1293頁.
3. ↑  Whitby 1988，第18頁.
4. ↑  Whitby 1988，第21頁.
5. ↑  Martindale, Jones & Morris 1992，第531, 1293頁.
6. ↑  Martindale, Jones & Morris 1992，第531頁.
7. ↑  Martindale, Jones & Morris 1992，第531, 1293頁; Whitby 1988，第168頁.
8. ↑  Martindale, Jones & Morris 1992，第531–532頁.
9. 1 2  Whitby 1988，第26頁.
10. ↑  Martindale, Jones & Morris 1992，第1293–1294頁.
11. ↑  Martindale, Jones & Morris 1992，第47, 532, 1294頁; Whitby 1988，第312, 316頁.
12. ↑  Martindale, Jones & Morris 1992，第1294頁.
13. ↑  Grierson 1999，第44–45, 58頁.
14. ↑  Martindale, Jones & Morris 1992，第528頁.
15. ↑  Martindale, Jones & Morris 1992，第529頁; Whitby 1988，第25頁.